# Saint-Beauzire, Haute-Loire

Saint-Beauzire este o comună în departamentul Haute-Loire, Franța. În 2009 avea o populație de 320 de locuitori.